# 룩셈부르크의 동성결혼
룩셈부르크에서 동성결혼을 허용하기 위한 결혼법 개정 법안이 2014년 6월 18일 룩셈부르크 의회를 통과하여, 2015년 1월 1일부터 정식 발효되었다. 동반자관계는 2004년부터 도입하였다.

## 역사

### 동반자관계 시행
1995년 12월 7일 국회의원 리디 어는 개인 자격으로 룩셈부르크에서 최초로 시민 결합 법안을 발의하였다. 그녀는 장클로드 융커-자크 푸 연립내각에 참여한 룩셈부르크 사회주의 노동자당 소속이였다. 반면 룩셈부르크 최초의 동성결혼 법안은 1996년 5월 9일 야당이였던 녹색당 소속 국회의원 르네 바그너가 입안하였다. 두 법안 모두 2000년 6월 13일까지 룩셈부르크 국무원의 심의를 받지 못하였다.
기독사회인민당과 민주당의 연립으로 구성된 다음 정권인 장클로드 융커-리디 폴퍼 내각은 동반자관계 제도를 도입하기 위한 법안을 2002년 4월 26일 발의하였다. 룩셈부르크 국무원은 2004년 1월 13일 정부 여당에 의해 발의된 법안이 벨기에의 동거합의제도보다 덜우수한 프랑스의 시민연대계약(PACS)에 기반하였다며 비판하였다. 또한 2003년에 동성결혼 법안을 가결하여 시행하고 있는 벨기에의 예를 들며 동성결혼의 도입을 권고하였다.
2004년 5월 12일 룩셈부르크 의회는 정부가 발의한 법안과 앞선 두 법안을 한번에 같이 토의하고 표결에 부치기로 결정하였다. 그 중 정부의 동반자관계 법안만이 의회에서 찬성 33표, 반대 7표, 기권 20표를 받아 통과되었다.
동반자관계 법은 2004년 7월 9일 서명을 받아 2004년 11월 1일부터 공식 발효되었다. 룩셈부르크의 동반자관계 제도는 그 법적 기반을 둔 프랑스의 시민연대계약과 마찬가지로 동성커플뿐만 아니라 이성커플에게도 허용되었으며, 일부 권리만이 보장되었다. 예를 들어 입양권은 보장되지 않았다.

### 동성결혼
집권 여당이였던 기독사회인민당은 2009년까지 동성결혼을 반대하였다. 2007년 7월 기독사회인민당이 제1 여당이던 룩셈부르크 의회는 동성결혼 법안을 찬성 22표 반대 38표로 부결시켰다.
2009년 7월 새로이 집권한 장클로드 융커-장 아셀본 연립 정권은 동성결혼 허용을 위한 계획을 발표하였다. 2010년 1월 19일 열린 의회 토론에서 법무부장관이였던 프랑수와 빌트겐은 입양권이 제외된 동성결혼 법안이 의회의 여름 휴가가 시작되기 전까지 완성될 것이라고 밝혔다. 해당 법안은 2010년 8월 10일에 국회에 발의되었다. 하지만 동성커플의 입양권 보장을 바라는 야당들과 기독사회인민당 내부의 갈등으로 인해 법안 처리는 무한정 연기되었으며, 2012년 11월 27일 국무원은 해당 법안에 대해 부정적인 견해를 밝히기도 하였다.
갑론을박 끝에 결국 2013년 2월 6일이 돼서야 법사위원회는 완전한 입양권 보장을 지지하며 같은 해 가을에 개정된 법안에 대한 표결을 시행하기로 하였다. 하지만 2013년 10월에 열린 룩셈부르크 총선에 의해 법안 처리는 다시한번 무산되었으며, 기독사회인민당이 총선에서 패배하면서 융커-아셀본 정권은 해산되었다.
2013년 총선으로 민주당과 룩셈부르크 사회주의 노동자당은 새 내각을 구성하였고, 공개적 동성애자인 민주당 당대표 그자비에 베텔이 새 룩셈부르크 총리로 취임하였다. 그자비에 베텔-에띠엔느 슈나이더 내각은 동성결혼과 동성커플의 입양권을 지지하며 2014년을 법안 처리 시한으로 정했다. 2014년 1월 8일 법무부 장관인 펠릭스 브라즈는 2014년 여름에 관련 법안을 국회에서 다룰 예정이며, 만약 그때 법안이 통과된다면, 2014년 말에는 동성결혼 제도가 공식적으로 시작될 수 있을 것이라고 밝혔다.
2014년 3월 19일 법사위원회는 결혼법 개정안을 완성시켜 국무원으로 넘겼으며, 2014년 5월 20일에 국무원의 긍정적인 답변을 받았다. 2014년 5월 28일 법사위원회는 법안을 승인하였고, 결혼법 개정안은 민주개혁대안당을 제외한 모든 원내정당들의 지지를 받았다. 2014년 6월 18일 룩셈부르크 의회는 찬성 46표 반대 4표로 결혼법 개정안을 통과시켰다. 결혼법 개정안은 최종적으로 7월 4일 앙리 룩셈부르크 대공의 서명을 받아 7월 17일 공포되었다. 동성결혼은 2015년 1월 1일부터 허용될 예정이다.
2015년 1월 1일 디페르당주 시장의 주례 하에 앙리 로렌조와 장-폴 올링어가 결혼하며 룩셈부르크 최초의 동성결혼식이 열렸다. 2015년 5월 15일에는 룩셈부르크 총리인 그자비에 베텔이 그의 파트너인 고티에르 데스테네이와 룩셈부르크 시청에서 조촐하게 결혼하였다. 그자비에 베텔은 요한나 시귀르다르도티르에 이어 세계에서 두번째로 임기 중에 동성결혼을 한 국가 수반이 되었다.

## 여론
2006년 앵거스 레이드 글로발 모니터 여론조사 기관의 조사에서 룩셈부르크의 동성결혼 지지율은 58%에 해당하였다.
폴리모니터가 시행한 2013년 4월 여론조사에서 동성결혼 찬성율은 83%, 동성커플 입양권 찬성율은 55%였다.
2015년 유로바로미터에 의하면 룩셈부르크 국민 중 75%가 유럽전역에서 동성결혼이 허용되어야 한다고 답변하였으며 20%만이 반대하였다.